# Anilda Leão
Anilda Leão (Maceió, 15 de julio de 1923 - Maceió, 6 de enero de 2012) fue una poetisa, escritora, activista feminista, actriz y cantante brasileña.

## Biografía
Hija de Jorgina Neves Leão y Joaquim de Barros.
A los trece años de edad publicó su primer poema, cuyo tema era la niñez abandonada.
Estudió contabilidad en la Escuela Técnica de Comercio de Alagoas. Su sueño era ser médica, pero su padre no se lo permitió.
En 1950, en un evento organizado por la Federación Alagoana para el Progreso Femenino, se presentó por primera vez como cantante.
Desde entonces militó por los derechos de las mujeres, y participó en el Congreso Mundial de la Mujer celebrada en 1963 en Moscú (Unión Soviética), como representante de la Federación Alagoana para el Progreso Femenino.
En 1953 ―a los 30 años―, conmocionó a la sociedad alagoana al casarse con el periodista, arquitecto y escritor Carlos Moliterno, que estaba separado. En ese momento, todavía no había divorcio en Brasil. Tuvieron dos hijos, y vivieron juntos por 45 años (hasta la muerte de su esposo).
Moliterno la incentivó a escribir, y en 1961 publicó su primer libro de poemas, Piso de piedras. En 1973 escribió un volumen de cuentos, Riacho seco, con el que ganó el Premio Graciliano Ramos, de la Academia Alagoana de Letras.
Escribió textos para varias publicaciones de Alagoas, como las revistas Caetés y Mocidade, y los periódicos Jornal de Alagoas y Gazeta de Alagoas.
En los años setenta, trabajó en el Departamento de Cultura del Estado de Alagoas, y en los años ochenta, en la Secretaría Estadual de Cultura.
La dictadura militar brasileña la consideró una peligrosa «comunista», por lo que la persiguió y la hizo torturar física y psicológicamente.
Como actriz, trabajó en la película Lampião e María Bonita (1970), Órfãos da Terra (‘Huérfanos de la tierra’, 1970), en el largometraje alagoano Calabouço, en las películas Bye bye Brasil, Memórias do cárcere (1984), Deus é brasileiro (2002) y Tana’s Take, de Almir Guilhermino), y otras producciones locales, y en los cortometrajes Mordaça, Guenzo y Ouça o silêncio.
En el teatro actuó en las obras Bossa nordeste y Onde canta o sabiá.
Trabajó en la puesta en escena de la obra de teatro A farsa da boa preguiça, de Ariano Suassuna.
Productiva e incansable, trabajaba en varias obras de teatro al mismo tiempo, sin abandonar la poesía, los cuentos, la elaboración de artículos y crónicas para los diarios.
Estudió canto lírico y se presentó en festivales de música académica.
En 1990 se convirtió en presidenta de la Federación Alagoana para el Progreso Femenino.
También fue presidenta honoraria de la Asociação Teatral das Alagoas.
Miembro de la AAL, en la que ocupa la silla n.º 26.
Perteneció al Grupo Literario Alagoano, Centro de la Mujer Alagoana, al Consejo Estadual de Mujeres y a la Fundación Teotônio Vilela.

## Fallecimiento
El 28 de noviembre de 2011 se cayó en su casa y se fracturó el fémur. Fue internada en el Hospital Arthur Ramos, en el barrio Gruta de Lourdes en Maceió.
Murió el 6 de enero de 2012 a los 88 años, por una infección generalizada, después de más de un mes de internación.
Fue enterrada en el cementerio Parque das Flores, Barrio da Gruta de Lourdes en Maceió.
Dejó dos hijos, dos nietos y un bisnieto.

## Obras publicadas[5]
- 1961: Chão de pedras (poesía), prefacio de A. S. de Mendonça Júnior. Maceió: Caetés
- 1974: Chuvas de verão (poesía). Maceió: DAC.
- 1978: Poemas marcados (poesía). Maceió: DAC/SENEC, Imprensa Universitária
- 1980: Riacho seco (cuentos). Maceió: EDUFAL, 1973. Ganó el premio Graciliano Ramos, de la AAL.
- 1989: Os olhos convexos e outras crônicas (crónicas). Maceió: SERGASA, 1989.
- 1993: Círculo mágico, e outros nem tanto (poesía). Maceió: SERGASA.
- 1998: «Joaquim Leão, defensor dos desvalidos e líder dos retalhistas», artículo en Memórias Legislativas, documento n.º 10, del 26 de abril de 1998.
- 2003: Eu em trânsito (memorias). Maceió: Gráfica Graciliano Ramos,

Con «Chão de pedras» y «A pena branca» participó en Notas sobre a poesía moderna em Alagoas (antología), de Carlos Moliterno, p. 241-242.
Con el cuento «Conto número 6» participó en la Antología de contistas alagoanos, de Romeu de Avelar. Maceió: DEC, 1970 (p. 243-245).
Con el cuento «Trauma» participó en la Coletânea caeté do conto alagoano (p. 12-14).
Con el cuento «Riacho Seco» participó en el libro Contos alagoanos de hoje (São Paulo: LR Editores Ltda, 1982; selección, prefacio y notas de Ricardo Ramos, e ilustraciones de Pierre Chalita).
Con «María das dores» participó en Os contos de Alagoas - Uma antología, de Antônio S. Mendonça Neto (Maceió: Catavento, 2001, p. 35-39).
Con el cuento «A moça e o vento» participó en el libro Contos e poesías (Maceió: Fundação Cultural Cidade de Maceió, ECOS, 1998, p. 25-31).
Con «Soneto dos cabelos que eram algas» y «O conto triste da casa fechada» participó en el libro 14 poetas alagoanos de Waldemar Cavalcanti, p. 8-9.

### Artículos[2]
- «Marina Pura e Humilde», en la Revista da AAL, n.º 1, p. 27-30 (ficción).
- «Poemas», en la Revista da AAL, n.º 2, p. 13-14 (del libro Poemas marcados).
- «Salário mínimo», en la Revista da AAL, n.º 3, p. 33- 35 (cuento).
- «Poluição», en la Revista da AAL, n.º 4, p. 25 (poesía).
- «Ausência», en la Revista da AAL, n.º 4, p. 51-52 (cuento).
- «Soneto de chão e de espaço», en la Revista da AAL, n.º 5, p. 29-30.
- «Um conto para você», en la Revista da AAL, n.º 5, p. 41-43.
- «Dois poemas», en la Revista da AAL, n.º 7, p. 37.
- «Reflexões em torno do verão», en la Revista da AAL, n.º 7, p. 63-64.
- «Dois poemas», en la Revista da AAL, n.º 8, p. 16-17.
- «O social na poesía de Jorge de Lima», en la Revista da AAL, n.º 8, p. 211-216 (conferencia n.º 1, Salão do Escritor Alagoano, el 25 de noviembre de 1982).
- «Romeu de Avelar», en la Revista da AAL, n.º 9, p. 129-131.
- «Poemas de Anilda Leão», en la Revista da AAL, n.º 10, p. 19-22.
- «Poemas de Anilda Leão», en la Revista da AAL, n.º 11, p. 25-28.
- «O medalhão e sua mensagem poética», en la Revista da AAL, n.º 11, p. 140-141 (sobre el libro de de Teomirtes de Barros Malta).
- «Rosa menina», en la Revista da AAL, n.º 14, p. 203-204 (cuento).
- «Três tempos», en la Revista da AAL, n.º 14, p. 232.
- «Poema do nada», en la Revista da AAL, n.º 14, p. 233.
- «Poema do amor teórico», en la Revista da AAL, n.º 15, p. 133-135.
- «A mulher e o mar», en la Revista da AAL, n.º 15, p. 171-173 (crónica).
- «A pessoa humana e a transcendental», en la Revista da AAL, n.º 15, p. 321-324.
- «A paisagem», en la Revista da AAL, n.º 12, p. 69-70 (cuento).
- «Tranqüilidade», en la Revista da AAL, n.º 13, p. 129-132 (cuento).
- «O homem e sua dimensão», en la Revista da AAL, n.º 17, p. 67-68.
- «Crônica do tempo e do lembrar», en la Revista da AAL, nº 18, p. 188-189.
- «Saudação a José María Tenório no día de sua posse na Academia Alagoana de Letras em 31/12/1999», en la Revista da AAL, nº 18, p. 327-330.

Es una de las alagoanas citadas en el Dicionário crítico de escritoras brasileiras (1711-2001), de Nely Coelho.

## Premios[1]
- Comenda Mário Guimarães (por el Ayuntamiento de Maceió).
- Comenda Nise da Silveira (por el Governo do Estado de Alagoas).
- Comenda Graciliano Ramos (por el Ayuntamiento de Maceió).
- Comenda da Ordem do Mérito de los Palmares (pelo Governo do Estado de Alagoas).
- Comenda Teotônio Vilela, por la Fundação Teotônio Vilela.
- Diploma do Mérito Cultural, de la União Brasileira dos Escritores.

## Un poema: «Soneto da menina que já fui»
Do meu ventre eu recolho exatidões,
E coloco nas curvas dos meus seios
O frêmito do tempo adolescente;
Assim me faço para te receber.
Abro os meus braços, te aconchego ao corpo
Ainda quente ao recordar de outrora.
E solto as franjas e os meus cabelos
Da criança que fui e sou agora
Por ti me fiz e sou criança ainda,
Para esquecer aquela que ficou
Largada nos caminhos de outra vida.
E assim me dou da meninice vindo,
De ti fazendo o meu amor primeiro,
Esquecida dos tempos já vividos.
Anilda Leão